# Exarcado apostólico melquita de Venezuela
El exarcado apostólico melquita de Venezuela (en latín: Exarchatus Apostolicus Caracensis Graecorum Melkitarum y en árabe: فنزويلا‎) es una circunscripción eclesiástica de la Iglesia católica en Venezuela. Se trata de un exarcado apostólico greco-melquita católico, inmediatamente sujeto a la Santa Sede. Desde el 20 de diciembre de 2019 el exarca apostólico es el arzobispo Joseph Khawam, de la Orden de San Basilio de los melquitas de Alepo.

## Territorio y organización
El exarcado apostólico tiene 916 445 km² y extiende su jurisdicción sobre los fieles católicos de rito bizantino greco-melquita residentes en Venezuela. 
La sede del exarcado apostólico se encuentra en la ciudad de Caracas, en donde se halla la Catedral de San Jorge.
En 2021 en el exarcado apostólico existían 5 parroquias:
- Catedral San Jorge en Caracas;
- San Jorge en Puerto La Cruz (estado Anzoátegui);
- San Jorge en Cumaná (estado Sucre);
- San Elías en Maracay (estado Aragua). De ella depende la capilla del Perpetuo Socorro en Turmero;
- Parroquia de Maracaibo (estado Zulia).

## Historia
La inmigración católica melquita en Venezuela, sobre todo de Alepo en Siria, tuvo lugar en el primer decenio del siglo XX y se intensificó particularmente durante la Primera Guerra Mundial. En 1957 llegó el primer sacerdote de la Sociedad de Misioneros de San Pablo, Gabriel Dick.
El 5 de diciembre de 1983 el papa Juan Pablo II designó al obispo de curia del patriarcado melquita y archieparca titular de Archieparquía titular de Edesa en Osroena de los greco-melquitas, Boutros Raï, como visitador apostólico para los greco-católicos melquitas de México, Argentina y Venezuela.
Los melquitas de Venezuela dependieron de las diócesis latinas hasta que el exarcado apostólico fue erigido el 19 de febrero de 1990 mediante la bula Quo longius del papa Juan Pablo II.

Cum igitur Venerabilis Frater, Beatitudo Sua Maximus V Hakim una nimirum sua cum Synodo intellexisset quae essent quantaeque pastorales Christifidelium necessitates ritus byzantini Graecorum Melkitarum in Venetiolae natione, non optima sine solidissimaque quidem ratione petiverunt ab hac Sede Apostolica ut pro commemoratis fidelibus ea ipsa in civitate propria excitaretur ecclesialis circumscriptio unde efficacius multo possent et proprius adiuvari ac sustentari iidem Catholici suo in ritu maiorumque in Ecclesiae suae usu. Quod porro propositum quandoquidem Nobis usquequaque probabile videtur ac singulariter prorsus eorundem fidelium uni efficacique regimini profuturum, prompta voluntate Suae Beatitudini adsentimur Nostraque potestate omnem in Ecclesiam utimur ut Apostolicum constituamus Exarchatum pro Christifidelibus ritus byzantini Graecis Melkitis in Venetiola degentibus secundum iuris orientalis praescripta. Iubemus deinde Exarchatus huius sedem in urbe Caracensi collocari cunctasque ad amussim servari in posterum iuris normas talem ad dicionem ecclesiasticam quoquo modo pertinentes.

## Estadísticas
Según el Anuario Pontificio 2020 el exarcado apostólico tenía a fines de 2019 un total de 28 700 fieles bautizados.
| Año                                                                             | Población            | Población | Población      | Sacerdotes | Sacerdotes    | Sacerdotes    | Bautizados por sacerdote | Diáconos permanentes | Religiosos | Religiosos | Parroquias |
| Año                                                                             | Bautizados católicos | Total     | % de católicos | Total      | Clero secular | Clero regular | Bautizados por sacerdote | Diáconos permanentes | Varones    | Mujeres    | Parroquias |
| ------------------------------------------------------------------------------- | -------------------- | --------- | -------------- | ---------- | ------------- | ------------- | ------------------------ | -------------------- | ---------- | ---------- | ---------- |
| 1999                                                                            | 48 000               | ?         | ?              | 3          |               | 3             | 16 000                   | 1                    | 3          |            | 2          |
| 2000                                                                            | 48 000               | ?         | ?              | 3          |               | 3             | 16 000                   |                      | 3          |            | 2          |
| 2001                                                                            | 48 000               | ?         | ?              | 4          | 1             | 3             | 12 000                   |                      | 3          |            | 2          |
| 2002                                                                            | 30 000               | ?         | ?              | 4          |               | 4             | 7500                     |                      | 4          |            | 2          |
| 2003                                                                            | 25 000               | ?         | ?              | 3          | 2             | 1             | 8333                     |                      | 1          |            | 3          |
| 2004                                                                            | 25 000               | ?         | ?              | 3          | 2             | 1             | 8333                     |                      | 1          |            | 3          |
| 2009                                                                            | 25 000               | ?         | ?              | 4          | 2             | 2             | 6250                     | 2                    | 3          |            | 5          |
| 2010                                                                            | 25 400               | ?         | ?              | 4          | 2             | 2             | 6350                     | 2                    | 3          |            | 5          |
| 2013                                                                            | 25 800               | ?         | ?              | 4          | 4             |               | 6450                     |                      |            |            | 4          |
| 2016                                                                            | 28 000               | ?         | ?              | 3          | 3             | 1             | 9333                     | 1                    |            |            | 6          |
| 2019                                                                            | 28 700               |           |                | 3          | 3             | 1             | 9566                     | 1                    |            |            | 1          |
| 2021                                                                            | 24 000               |           |                | 5          | 5             |               | 4800                     | 1                    |            |            | 4          |
| Fuente: Catholic-Hierarchy, que a su vez toma los datos del Anuario Pontificio. |                      |           |                |            |               |               |                          |                      |            |            |            |

## Episcopologio
- Boutros Raï, B.A. † (19 de febrero de 1990-7 de junio de 1994 falleció)
- Georges Kahhale Zouhaïraty, B.A. (12 de octubre de 1995-20 de diciembre de 2019 retirado)
- Joseph Khawam, B.A., desde el 20 de diciembre de 2019